# زولتان وراستو
زولتان وراستو (به انگلیسی: Zoltán Verrasztó) (زادهٔ ۱۵ مارس ۱۹۵۶) شناگر اهل مجارستان است.